# أفرو أفوسيت
أفرو طراز 584 أفوسيت  طائرة مقاتلة مائية بريطانية بمحرك واحد بحرية مقاتلة صممت وبنيت من قبل شركة أفرو. لم تنتج بكميات  كبيرة لكن استعملت إحدى النماذج لتكون طائرة تدريب مائية في سلاح الجو الملكي.

## مشغلون
- سلاح الجو الملكي، قسم الرحلة العالية السرعة

## وصلات خارجية
- أفرو أفوسيت – دليل الطائرات البريطانية